# Тара Лінн Фокс
Тара Лінн Фокс (англ. Tara Lynn Foxx; нар. 12 червня 1990, Сан-Франциско, Каліфорнія, США) — колишня американська порноакторка і модель.

## Життєпис
Народилася 12 червня 1990 року в Сан-Франциско, Каліфорнія, США. Має ірландські, італійські та скандинавські корені.
В порноіндустрію потрапила в 2009 році, коли їй було 19 років. Перший порнофільм: Lesbian Teen Hunter 3. Брала участь у порнороликах різних жанрів: лесбі, анального, групового та міжрасового як з чоловіками, так і з жінками.
Знявшись у близько 245 порнофільмах, у червні 2014 року оголосила про вихід з порноіндустрії.

## Премії і номінації
- 2010 номінація на XBIZ Award — New Starlet of the Year[5]
- 2010 номінація на XRCO Award — Cream Dream[6]
- 2011 номінація на AVN Award — Best Double Penetration Sex Scene — Alone in the Dark 7[7]
- 2011 номінація на AVN Award — Краща нова старлетка
- 2011 номінація на AVN Award — Best Supporting Actress — This ain't Glee XXX
- 2011 XRCO Award — Cream Dream[8]

## Фільмографія
- Alone in the Dark 7
- Amateur Girls With Hairy Pussies
- Amazing Asses 6
- American Cocksucking Sluts 3
- Anal Buffet 6
- Anal Honeys
- Banging College Sluts
- Barely Legal 95
- Barely Legal POV 8
- Beat tha Pussy Up
- Black Teen Punishment 1
- Big Ass Cheerleaders 2
- Black Where You Belong
- Blondes and Big Black Dicks 2
- Blondes Love It Black 3
- Fill My Teen Throat 3
- Guilty Pleasures 1
- Hairy in America 2
- Hairy in America 3
- Interracial Cheerleader Orgy 2
- Lord Of Asses 14
- Magical Feet 5
- Praise the Load 8